# Jayac
Jayac ist eine französische Gemeinde mit 188 Einwohnern (Stand 1. Januar 2022) im Département Dordogne in der Region Nouvelle-Aquitaine (vor 2016 Aquitaine). Sie gehört zum Arrondissement Sarlat-la-Canéda und zum Kanton Terrasson-Lavilledieu.

## Geografie
Jayac liegt etwa 55 Kilometer ostsüdöstlich von Périgueux. 
Nachbargemeinden sind La Dornac im Norden, Nadaillac im Osten, Borrèze im Süden und Südosten, Paulin im Süden, Archignac im Westen und Südwesten sowie La Cassagne im Westen und Nordwesten.

## Bevölkerungsentwicklung
| Jahr                       | 1962 | 1968 | 1975 | 1982 | 1990 | 1999 | 2006 | 2019 |
| -------------------------- | ---- | ---- | ---- | ---- | ---- | ---- | ---- | ---- |
| Einwohner                  | 268  | 264  | 248  | 219  | 194  | 180  | 187  | 178  |
| Quellen: Cassini und INSEE |      |      |      |      |      |      |      |      |

## Sehenswürdigkeiten
- Kirche Saint-Julien aus dem 12. Jahrhundert, Monument historique seit 1948
- Ruine des Donjons

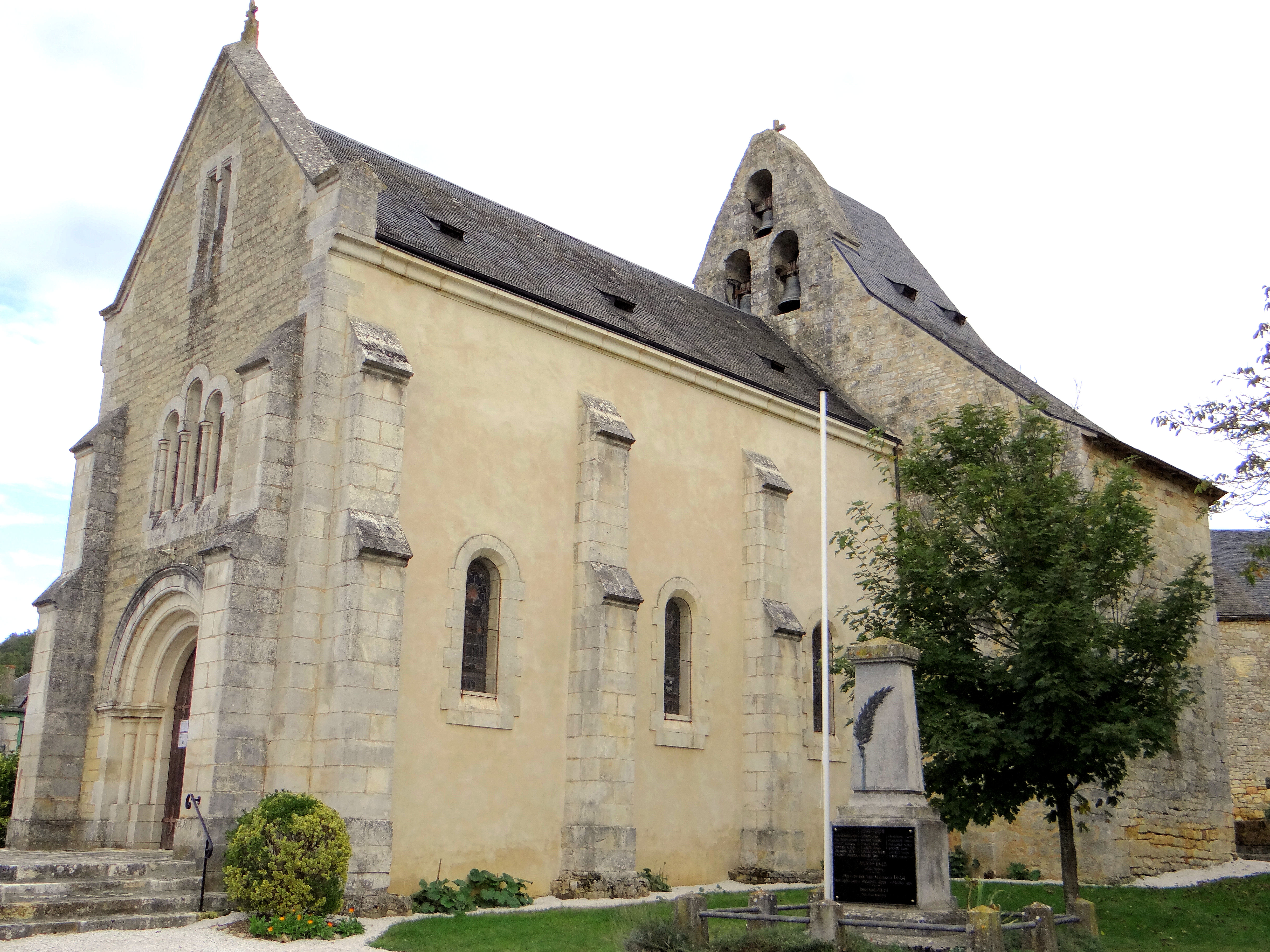
Kirche Saint-Julien
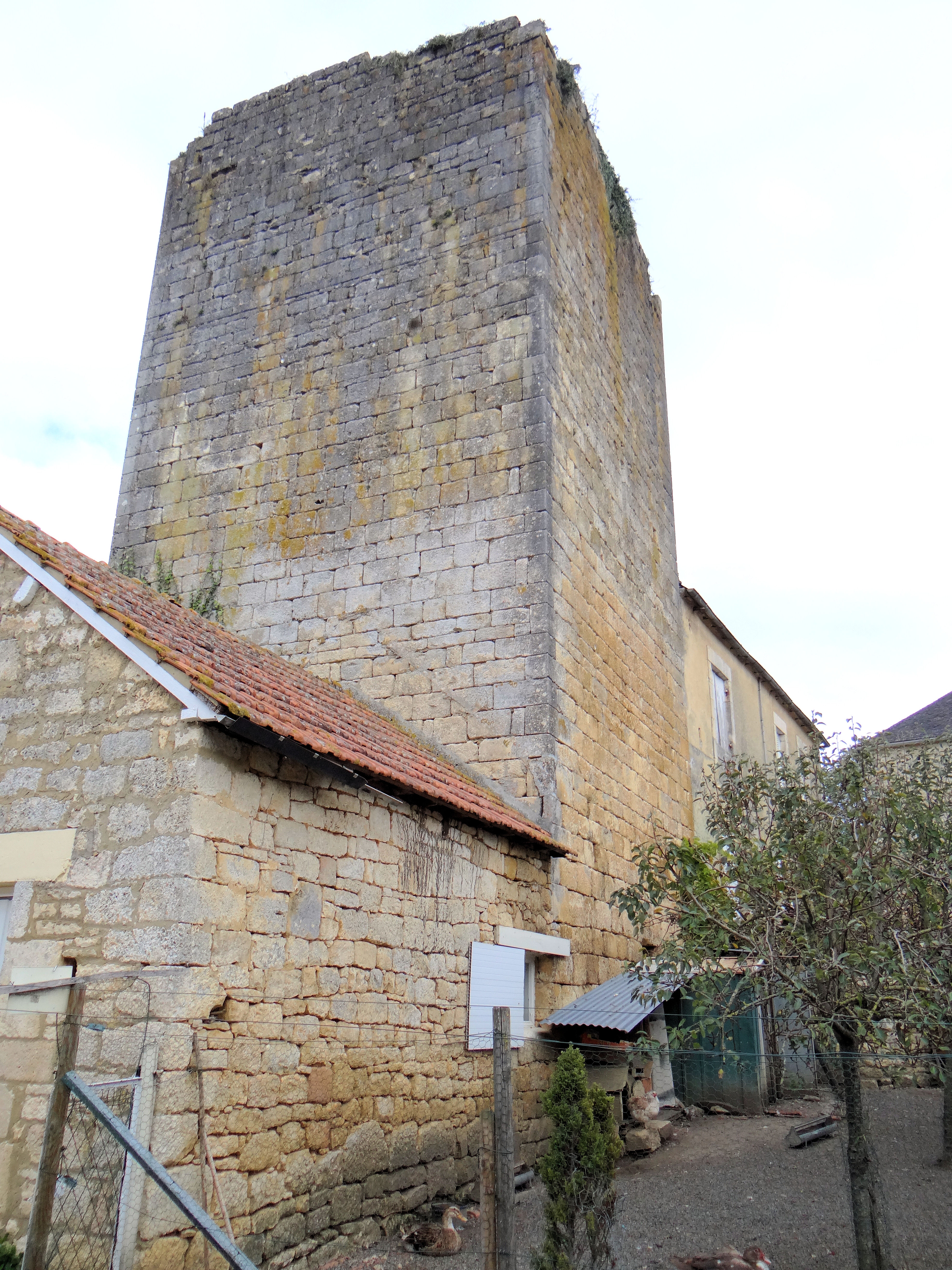
Ruine des Donjon